# K
 Тази статия е за латинската буква.  За химичния елемент вижте Калий.  
Съгласната буква K е единадесететата буква от латинската азбука. Тя се среща във всички езици, използващи латиница, но има различна звукова стойност – /k/ (беззвучна заднонебна преградна съгласна) или /g/ (звучна заднонебна преградна съгласна). Еквивалентът на буквата на кирилица е к.